# Chiesa cattolica in Tanzania
La chiesa cattolica in Tanzania è parte dell'universale Chiesa cattolica, in comunione con il vescovo di Roma, il papa, riconosciuto come suprema guida spirituale.

## Storia
La prima evangelizzazione cattolica in Tanzania è stata operata dai missionari agostiniani portoghesi arrivati con Vasco da Gama nel 1499 a Zanzibar. Qui fondarono un convento limitandosi però all'assistenza religiosa dei cristiani europei. La missione non durò a lungo a causa dell'opposizione araba musulmana e terminò nel 1698 con la conquista dell'isola da parte degli arabi dell'Oman.
La seconda evangelizzazione ebbe più successo e fu lanciata da tre congregazioni religiose: i Padri dello Spirito Santo, i Padri Bianchi e i monaci benedettini.
I Padri dello Spirito Santo, sotto la guida di padre Antoine Horner, sono stati i primi ad arrivare a Zanzibar nel 1863, e poi si diressero nella Tanzania continentale, a Bagamoyo, dove nel 1868 aprirono villaggi di schiavi liberati dagli inglesi dalle mani degli schiavisti arabi. Gli Spiritani si spinsero, nella loro opera di evangelizzazione, a nord fino alle pendici del monte Kilimanjaro. Nel 1862 è eretta la prefettura apostolica di Zanzibar.
I Missionari d'Africa (Padri Bianchi), guidati da padre Livinhac, arrivarono nel 1878 in due gruppi distinti: uno si diresse verso il lago Tanganica e l'altro verso le rive del lago Vittoria. La missione dei grandi laghi portò all'evangelizzazione di tutto l'occidente della Tanzania insieme con i paesi limitrofi di Ruanda, Burundi, Uganda e Congo orientale. Nel 1887 è eretta la prefettura apostolica di Zanzibar Meridionale.
I monaci benedettini della congregazione di Sant'Ottilia sbarcarono a Dar es Salaam nel 1887. Da lì si diressero verso sud per evangelizzare la zona dal fiume Ruvuma fino al confine con il Mozambico. I loro due monasteri di Ndanda e Peramiho divennero centri di sviluppo e civiltà moderna nel sud della Tanzania.
Dopo la prima guerra mondiale altre congregazioni missionarie sono giunte nel Paese: i Cappuccini, i Missionari della Consolata, i Passionisti e i Pallottini; e più tardi i missionari di Maryknoll, dei Rosminiani e i Salvatoriani. A tutti Propaganda Fide ha assegnato un territorio da evangelizzare.
Nel 1953 fu istituita la gerarchia ecclesiastica in Tanzania con due sedi metropolitane a Dar es Salaam e Tabora.
Nel settembre 1990 la Chiesa cattolica del Paese ha ricevuto la visita apostolica di papa Giovanni Paolo II.

## Organizzazione ecclesiastica
Nel 2025 la Chiesa cattolica è presente sul territorio con 7 sedi metropolitane e 30 diocesi suffraganee:
- l'arcidiocesi di Arusha, da cui dipendono le diocesi di Mbulu, Moshi e Same;
- l'arcidiocesi di Dar-es-Salaam, da cui dipendono le diocesi di Bagamoyo, Ifakara, Mahenge, Morogoro, Tanga e Zanzibar;
- l'arcidiocesi di Dodoma, da cui dipendono le diocesi di Kondoa e Singida;
- l'arcidiocesi di Mbeya, da cui dipendono le diocesi di Iringa, Mafinga e Sumbawanga;
- l'arcidiocesi di Mwanza, da cui dipendono le diocesi di Bukoba, Bunda, Geita, Kayanga, Musoma, Rulenge-Ngara e Shinyanga;
- l'arcidiocesi di Songea, da cui dipendono le diocesi di Lindi, Mbinga, Mtwara, Njombe e Tunduru-Masasi;
- l'arcidiocesi di Tabora, da cui dipendono le diocesi di Kahama, Kigoma e Mpanda.

## Nunziatura apostolica
La nunziatura apostolica in Tanzania è stata istituita l'11 aprile 1968 con il breve Quantum grata di papa Paolo VI.

### Pro-nunzi apostolici
- Pierluigi Sartorelli, arcivescovo titolare di Semina (19 aprile 1968 - 22 dicembre 1970 dimesso)
- Franco Brambilla, arcivescovo titolare di Viminacio (24 dicembre 1970 - 21 novembre 1981 nominato nunzio apostolico in Uruguay)
- Gian Vincenzo Moreni, arcivescovo titolare di Torre di Mauritania (29 aprile 1982 - 8 settembre 1990 nominato nunzio apostolico nelle Filippine)
- Agostino Marchetto, arcivescovo titolare di Astigi (7 dicembre 1990 - 18 maggio 1994 nominato nunzio apostolico in Bielorussia)

### Nunzi apostolici
- Francisco-Javier Lozano Sebastián, arcivescovo titolare di Penafiel (9 luglio 1994 - 20 marzo 1999 nominato nunzio apostolico nella Repubblica Democratica del Congo)
- Luigi Pezzuto, arcivescovo titolare di Torre di Proconsolare (22 maggio 1999 - 2 aprile 2005 nominato nunzio apostolico in El Salvador)
- Joseph Chennoth, arcivescovo titolare di Milevi (15 giugno 2005 - 15 agosto 2011 nominato nunzio apostolico in Giappone)
- Francisco Montecillo Padilla, arcivescovo titolare di Nebbio (10 novembre 2011 - 5 aprile 2016 nominato nunzio apostolico in Kuwait e delegato apostolico nella Penisola Arabica)
- Marek Solczyński, arcivescovo titolare di Cesarea di Mauritania (25 aprile 2017 - 2 febbraio 2022 nominato nunzio apostolico in Turchia)
- Angelo Accattino, arcivescovo titolare di Sabiona, dal 2 gennaio 2023

## Conferenza episcopale
L'episcopato locale è riunito nella Conferenza Episcopale della Tanzania (Tanzania Episcopal Conference, TEC). Fondata nel 1956, la Conferenza Episcopale è stata riconosciuta ufficialmente dal governo nel 1957. Essa comprende tutti i vescovi cattolici del Paese, ordinari, emeriti e ausiliari. La sua sede è nella capitale Dar es Salaam. Gli statuti della Conferenza sono stati approvati dalla Santa Sede l'8 gennaio 1980.
La TEC è membro della Association of Member Episcopal Conferences in Eastern Africa (AMECEA) e del Symposium of Episcopal Conferences of Africa and Madagascar (SECAM).
La TEC si compone dei seguenti organismi: l'Assemblea plenaria, il Consiglio permanente, la Segreteria generale, otto Dipartimenti, tre Unità, otto Commissioni. L'autorità e la responsabilità della gestione delle attività della TEC sono conferiti all'Assemblea Plenaria, composta da tutti i membri, che si riunisce una volta all'anno ed è presieduta dal Presidente della Conferenza. La gestione ordinaria della TEC è invece affidata al Consiglio Permanente, assistito dal Segretariato generale. Il Consiglio Permanente è formato dal Presidente della TEC e dal vescovo presidente dei Dipartimenti della TEC. Compiti della Segreteria generale è di organizzare il lavoro dell'Assemblea Plenaria, di attuarne le decisioni, di tenere i collegamenti fra le diocesi del Paese.
La TEC è poi composta di otto Dipartimenti (finanza, pastorale, salute, caritas, comunicazioni, apostolato dei laici, educazione e seminari, liturgia), tre Unità (tra cui quella incaricata dell'edilizia ecclesiastica) e otto Commissioni (Forze armate e carceri, Migranti, Teologia, Diritto canonico, Giustizia e Pace, Ecumenismo, Vita consacrata).
Elenco dei presidenti:
- Placidus Gervasius Nkalanga, vescovo di Bukoba (1969 - 1970)
- James Dominic Sangu, vescovo di Mbeya (1970 - 1976)
- Mario Epifanio Abdallah Mgulunde, vescovo di Iringa (1976 - 1982)
- Anthony Mayala, vescovo di Musoma (1982 - 1988)
- Josaphat Louis Lebulu, vescovo di Same (1988 - 1994)
- Justin Tetmu Samba, vescovo di Musoma (1994 - 2000)
- Severine Niwemugizi, vescovo di Rulenge-Ngara (2000 - 2006)
- Jude Thaddaeus Ruwa'ichi, arcivescovo di Mwanza (2006 - 2012)
- Tarcisius Ngalalekumtwa, vescovo di Iringa (luglio 2012 - 23 giugno 2018)
- Gervas John Mwasikwabhila Nyaisonga, vescovo di Mpanda e poi arcivescovo di Mbeya (23 giugno 2018 - giugno 2024)
- Wolfgang Pisa, O.F.M. Cap., vescovo di Lindi, da giugno 2024

Elenco dei vicepresidenti:
- Severine Niwemugizi, vescovo di Rulenge-Ngara (2012 - 4 settembre 2015)
- Beatus Kinyaiya, O.F.M. Cap., arcivescovo di Dodoma (4 settembre 2015 - 23 giugno 2018)
- Flavian Matindi Kassala, vescovo di Geita (23 giugno 2018 - giugno 2024)
- Eusebius Alfred Nzigilwa, vescovo di Mpanda, da giugno 2024

Elenco dei segretari generali:
- Presbitero Anthony Makunde (2006 - 9 luglio 2013)
- Presbitero Raymond Saba (luglio 2013 - dal 23 giugno 2018)
- Presbitero Charles Kitima, dal 23 giugno 2018